# Kannagi : Crazy Shrine Maidens
Pour les articles homonymes, voir Kannagi (homonymie).
Kannagi (かんなぎ, lit. Shrine maiden) : Crazy Shrine Maidens est un shōnen manga créé par Eri Takenashi, prépublié dans le Monthly Comic Rex entre décembre 2005 et juillet 2017 et publié par Ichijinsha en un total de 12 volumes reliés.
Le manga est adapté sous la forme d'une série d'animation de 13 épisodes produite par A-1 Pictures et diffusée au Japon entre octobre 2008 et décembre 2008.

## Histoire
Jin Mikuriya est un lycéen qui fait partie d’une école d'arts appliqués. Lors qu’il sculpte une statue représentant une jeune fille dans le bois d’un arbre sacré récemment abattu, la statue se change en déesse sous les traits d'une jeune fille qui se fait appeler Nagi. Elle est la réincarnation de l’arbre gardien du pays se trouvant autour du Kannagi.

## Personnages
- Nagi est une déesse qui est la réincarnation d'un arbre sacré protecteur qui a été abattu, grâce à Jin qui la recueille chez lui, elle détruit les impuretés grâce à une baguette de magic girl. Elle est caractérielle, elle se montre souvent colérique et frappe souvent le pauvre Jin qu'elle traite comme un valet. Très douée pour raconter des histoires elle inventera le fait d'être la demi-sœur de Jin. Malgré ses défauts, elle se montre généreuse et protectrice. Afin de restaurer son pouvoir et de surpasser sa sœur en force, elle cherche à tout prix à être vénérée par le plus de personnes possible. Il lui arrive d’être possédée par Kannagi, qui vit à l’intérieur d’elle, mais cela ne dure jamais longtemps.

- Jin Mikuriya est un lycéen qui vit seul, son père étant souvent en déplacement. Un jour, alors qu'il sculpte un morceau de bois issu de l'arbre sacré il est loin de s'imaginer que la statue va se changer en déesse... C’est non sans réticence qu'il accepte que Nagi habite avec lui. En effet, il doit faire les courses, s'occuper d'elle et ne supporte pas qu'elle fouille dans ses affaires (et notamment ses revues pour adulte !).

- Zange est la sœur jumelle de Nagi. Elle passe la plupart de son temps à écouter les confessions (moyennant 100 Yens au passage), et passe à la télévision. Contrairement à sa sœur, elle n'est pas une réincarnation d'un arbre sacré mais elle possède le corps d'une élève de l'école de Jin.

- Tsugumi Aoba est une amie d'enfance de Jin, c'est elle qui le surveille lorsque son père est absent. Amoureuse de Jin, elle fait de son mieux pour lui faire plaisir.

- Takako Kimura est la Présidente du club d'arts de l'école. Elle a un caractère calme même si parfois il lui arrive de s'exciter.

- Shino Ookuchi est la Vice-présidente du club d'arts et est souvent avec Takako. Elle est toujours souriante et réfléchie.

- Meguru Akiba est un nouvel arrivant dans le club d'arts, il ne supporte pas qu'on lui parle du club manga. Il semble constamment contrarié par ailleurs et n'apprécie pas le bruit. Contrairement à Jin et Hibiki, il n'a pas peur des fantômes.

- Daitetsu Hibiki est un membre du club d'arts qui se montre doué en dessin. Il a la manie de hurler quand il est content. Il a aussi très peur des fantômes.

## Fiche techniques
- Directeur : Yutaka Yamamoto
- Créateur original : Eri Takenashi
- Charters Design : Kakeru Mima
- Musiques : Satoru Kousaki
- Auteur: TAKENASHI ERI

## Génériques
- Ouverture (Ep 1 à 12) : "motto Hade ni ne!" de Haruka Tomatsu
- Fermeture (Ep 1 à 12) : "Musuhi no Toki" de Haruka Tomatsu
- Fermeture (Ep 13) : "motto Hade ni ne!" de Haruka Tomatsu